# Castlevania
Castlevania (キャッスルヴァニア Akumajō Dracula) er en japansk spilserie skabt og udviklet af spilfirmaet Konami. Serien blev først introduceret i Japan 30. september 1986 til Family Computer Disk System konsollen, men er sidenhen også blevet introduceret for Nintendo, PlayStation, og Xbox konsollerne.

## Synopsis
Målet med de fleste af spillene er at kontrollere en figur i 2D-stil ved navn Simon Belmont fra 1600-tallet, en mand der nedstammer fra en klan af vampyr-jægere, mere specifikt kaldet "Belmont-klanen". Men nyere spil har også introduceret nye personer der kan spilles med.
I de fleste af spillene er man i et stort slot, kendt som Castlevania, hvor "Dracula" bor. Målet er at kæmpe sig vej gennem en masse monstre og skabninger, for at få guld, ting, våben, liv, og meget mere. I de første af spillende havde man ét primært våben, en pisk, kaldet "Vampire Killer (Vampyr Dræberen)", men sidenhen er nye våben blevet introduceret til nyere spil. Spillene slutter som regel med at man skal besejre Dracula, som ofte bliver genoplivet mange år efter i andre spil, hvor det så er andre Belmonts der skal gøre jobbet før Dracula kan nå at sprede død og ødelæggelse over hele verdenen. I de nyeste spil blev Dracula udslettet så han aldrig kunne vende tilbage, og man vil tro at det er enden på serien. Men nye modstandere der forsøger at genoplive Dracula tager opgaven i Draculas sted, og en mand ved navn Soma Cruz bliver født som Draculas gode reinkarnation.
Belmonterne har også fået hjælp af andre klaner, specielt to, hvis navne er Hakuba-klanen og Belnades-klanen.

## Liste over hovedpersoner iCastlevaniaserien

### Belmont-klanen
Belmont-klanen har været hovedpersonerene i de fleste Castlevania spil (listen er ikke i rækkefølge).
- Simon Belmont
- Christopher Belmont
- Leon Belmont
- Sonia Belmont
- Trevor Belmont
- Solieyu Belmont (kan ikke spilles med)
- Desmond Belmont
- Juste Belmont
- Gabriel Belmont
- Richter Belmont
- John Morris (nedstammer fra Belmont-klanen; Morris-folket stammer indirekte fra Belmont-klanen)
- Jonathan Morris (John Morris' søn)
- Julius Belmont
- Reinhardt Schneider (nedstammer fra Belmont-klanen)
- Maria Renard (nedstammer indirekte fra Belmont-klanen igennem Richter Belmont)

### Andre hovedpersoner iCastlevaniaserien
I de nyeste spil er andre karakterere introduceret som hovedpersoner, og de er enten efterkommere af Belmont-klanen, eller er stærkt relateret til dem (listen er ikke i rækkefølge).
- Alucard (også kaldt Adrian Fahrenheit Tepes, har medvirket i mange spil, og er Draculas søn)
- Joachim Armster (Castlevania: Lament of Innocence)
- Pumpkin (Castlevania: Lament of Innocence)
- Grant DaNasty (eller Grant Dinesti) (Castlevania III: Dracula's Curse)
- Sypha Belnades (Castlevania III: Dracula's Curse)
- Hector (Castlevania: Curse of Darkness)
- Maxim Kishine (Castlevania: Harmony of Dissonance)
- Shanoa (Castlevania: Order of Ecclesia)
- Albus (Castlevania: Order of Ecclesia)
- Nathan Graves (Castlevania: Circle of the Moon)
- Cornell (Castlevania: Legacy of Darkness)
- Henry Oldrey (Castlevania: Legacy of Darkness)
- Carrie Fernandez (Castlevania 64 & Castlevania: Legacy of Darkness)
- Eric Lecarde (Castlevania: Bloodlines)
- Stella Lecarde (Castlevania: Portrait of Ruin)
- Loretta Lecarde(Castlevania: Portrait of Ruin)
- Charlotte Aulin (Castlevania: Portrait of Ruin)
- Soma Cruz (Castlevania: Aria of Sorrow & Castlevania: Dawn of Sorrow)
- Yoko Belnades (Castlevania: Aria of Sorrow & Castlevania: Dawn of Sorrow)
- Aeon (Castlevania: Judgment)

## Liste over eksisterende spil
Mange forskellige spil er blevet udviklet i Castlevania siden det første spil, kaldet Castlevania (listen er i rækkefølge).
- Castlevania (1986)
- Vampire Killer (1986 (kun udgivet i Europa og Brazilien))
- Castlevania II: Simon's Quest (1987)
- Haunted Castle (1988)
- Castlevania: The Adventure (1989)
- Castlevania III: Dracula's Curse (1990)
- Super Castlevania IV (1991)
- Castlevania: Belmont's Revenge (1991)
- Castlevania: Rondo of Blood (1993 (ikke udgivet i Europa eller Nordamerika))
- Castlevania X68000 (1993 (ikke udgivet i Europa eller Nordamerika))
- Castlevania: Bloodlines (1994 (kaldet Castlevania: The New Generation i Europa))
- Castlevania: Dracula X (1995 (kaldet Castlevania: Vampire's Kiss i Europa))
- Castlevania: Symphony of the Night (1997)
- Castlevania Legends (1998)
- Castlevania 64 (1999)
- Castlevania: Legacy of Darkness (1999)
- Castlevania Chronicles (2001)
- Castlevania: Circle of the Moon (2001)
- Castlevania: Harmony of Dissonance (2002)
- Castlevania: Aria of Sorrow (2003)
- Castlevania: Lament of Innocence (2003)
- Castlevania: Dawn of Sorrow (2005)
- Castlevania: Curse of Darkness (2005)
- Castlevania: Portrait of Ruin (2006)
- Castlevania: Dracula X Chronicles (2007)
- Castlevania: Order of Ecclesia (2008)
- Castlevania: Judgment (2008)
- Castlevania Puzzle: Encore of the Night (2010)
- Castlevania: Harmony of Despair (2010)
- Castlevania: Lords of Shadow (2010)